# Emile Coppens
Pour les articles homonymes, voir Coppens.
Emile (Emiel) Coppens, né le 8 octobre 1945 à Mere, est un coureur cycliste belge.

## Biographie
À la naissance d'Emile Coppens, Mere était une commune à part entière, puis elle fusionne le 1er janvier 1977 avec Aaigem, Bambrugge, Burst, Erondegem, Erpe, Ottergem et Vlekkem et prend le nom de Erpe-Mere.
Emile Coppens est professionnel de 1966 à 1970.

## Palmarès
- 1965
  - Bruxelles-Opwijk
  - 6e étape du Tour d'Anjou
  - 2e du championnat de Belgique sur route militaires
- 1966
  - Courtrai-Gammerages
  - 2e de la Flèche ardennaise
  - 3e du championnat de Belgique de course à l'américaine amateurs
- 1967
  - 6e et 8e étapes du Tour d'Andalousie
  - Circuit du Sud-Ouest
  - 2e du Grand Prix d'Isbergues
  - 3e de la Flèche brabançonne
- 1968
  - Roubaix-Cassel-Roubaix